# Fed Cup 2015
De Fed Cup werd in 2015 voor de 53e keer gehouden. De Fed Cup is de jaarlijkse internationale tenniscompetitie voor landenteams, voorbehouden aan vrouwen. Dit jaar deden negentig teams met het toernooi mee.
Tsjechië was de titelverdediger, en de nummer een van de plaatsingslijst.
Het toernooi werd gewonnen door Tsjechië. Het Tsjechische team, bestaande uit Petra Kvitová en Karolína Plíšková voor het enkelspel, en het koppel Karolína Plíšková / Barbora Strýcová voor het dubbelspel, won in de finale voor eigen publiek met 3 tegen 2 van het team uit Rusland, bestaande uit Maria Sjarapova en Anastasija Pavljoetsjenkova voor het enkelspel, en het duo Anastasija Pavljoetsjenkova / Jelena Vesnina voor het dubbelspel.

## Wereldgroep I
|  | eerste ronde 7 en 8 februari  | eerste ronde 7 en 8 februari |                             |   | halve finale 18 en 19 april | halve finale 18 en 19 april |  |  | finale 14 en 15 november | finale 14 en 15 november |
|  |                               |                              |                             |   |                             |                             |  |  |                          |                          |
|  |                               |                              |                             |   |                             |                             |  |  |                          |                          |
|  | Quebec (hardcourt, binnen)    |                              |                             |   |                             |                             |  |  |                          |                          |
|  |                               |                              |                             |   |                             |                             |  |  |                          |                          |
|  | Canada                        | 0                            |                             |   |                             |                             |  |  |                          |                          |
|  | Canada                        | 0                            | Ostrava (hardcourt, binnen) |   |                             |                             |  |  |                          |                          |
|  | Tsjechië (1)                  | 4                            |                             |   |                             |                             |  |  |                          |                          |
|  | Tsjechië (1)                  | 4                            | Tsjechië (1)                | 3 |                             |                             |  |  |                          |                          |
|  | Genua (gravel, binnen)        |                              | Tsjechië (1)                | 3 |                             |                             |  |  |                          |                          |
|  |                               | Frankrijk                    | 1                           |   |                             |                             |  |  |                          |                          |
|  | Italië (2)                    | Frankrijk                    | 1                           | 2 |                             |                             |  |  |                          |                          |
|  | Italië (2)                    |                              | Praag (hardcourt, binnen)   | 2 |                             |                             |  |  |                          |                          |
|  | Frankrijk                     | 3                            |                             |   |                             |                             |  |  |                          |                          |
|  | Frankrijk                     | 3                            | Tsjechië (1)                | 3 |                             |                             |  |  |                          |                          |
|  | Krakau (hardcourt, binnen)    |                              | Tsjechië (1)                | 3 |                             |                             |  |  |                          |                          |
|  |                               | Rusland (3)                  | 2                           |   |                             |                             |  |  |                          |                          |
|  | Polen                         | Rusland (3)                  | 2                           | 0 |                             |                             |  |  |                          |                          |
|  | Polen                         | Sotsji (gravel, binnen)      |                             | 0 |                             |                             |  |  |                          |                          |
|  | Rusland (3)                   | 4                            |                             |   |                             |                             |  |  |                          |                          |
|  | Rusland (3)                   | 4                            | Rusland (3)                 | 3 |                             |                             |  |  |                          |                          |
|  | Stuttgart (hardcourt, binnen) |                              | Rusland (3)                 | 3 |                             |                             |  |  |                          |                          |
|  |                               | Duitsland (4)                | 2                           |   |                             |                             |  |  |                          |                          |
|  | Duitsland (4)                 | Duitsland (4)                | 2                           | 4 |                             |                             |  |  |                          |                          |
|  | Duitsland (4)                 |                              |                             | 4 |                             |                             |  |  |                          |                          |
|  | Australië                     | 1                            |                             |   |                             |                             |  |  |                          |                          |
|  | Australië                     | 1                            |                             |   |                             |                             |  |  |                          |                          |

Eerstgenoemd team speelde thuis.

## Wereldgroep II
Er waren acht deelnemende landen in Wereldgroep II. In het weekeinde van 7 en 8 februari 2015 speelde iedere deelnemer een landenwedstrijd tegen een door loting bepaalde tegenstander.
- Winnaars Nederland, Roemenië, Zwitserland en Verenigde Staten gingen naar de Wereldgroep I play-offs.
- Verliezers Slowakije, Spanje, Zweden en Argentinië gingen naar de Wereldgroep II play-offs.

## Wereldgroep I play-offs
Er waren acht deelnemende landen in de Wereldgroep I play-offs. In het weekeinde van 18 en 19 april 2015 speelde iedere deelnemer een landenwedstrijd tegen een door loting bepaalde tegenstander.
- Italië (Wereldgroep I) alsmede Verenigde Staten (Wereldgroep II) continueerden hun positie.
- Nederland, Roemenië en Zwitserland promoveerden van Wereldgroep II in 2015 naar Wereldgroep I in 2016.
- Australië, Canada en Polen degradeerden van Wereldgroep I in 2015 naar Wereldgroep II in 2016.

## Wereldgroep II play-offs
Er waren acht deelnemende landen in de Wereldgroep II play-offs. In het weekeinde van 18 en 19 april 2015 speelde iedere deelnemer een landenwedstrijd tegen een door loting bepaalde tegenstander.
- Slowakije en Spanje handhaafden hun niveau, en bleven in Wereldgroep II.
- Servië en Wit-Rusland promoveerden van hun regionale zone in 2015 naar Wereldgroep II in 2016.
- Japan en Paraguay wisten niet te ontstijgen aan hun regionale zone.
- Argentinië en Zweden degradeerden van Wereldgroep II in 2015 naar hun regionale zone in 2016.

## België
België speelde voor de tweede keer op rij in groep 1 van de Europees/Afrikaanse zone. De vijftien landen in de groep waren over vier poules verdeeld. België was ingedeeld in poule D, bij Letland, Israël en Kroatië. De vier poulewinnaars maakten onderling uit welke twee landen moesten spelen tegen de verliezers uit de eerste ronde van Wereldgroep II om een wedstrijd voor de promotie naar die Wereldgroep II. De teams die als laatste eindigden in hun poule maakten onderling uit welke twee landen zouden degraderen naar groep 2 van de Europees/Afrikaanse zone.
Het Belgische team bestond uit Kirsten Flipkens (WTA-68), Yanina Wickmayer (WTA-95), Alison Van Uytvanck (WTA-85) en An-Sophie Mestach (WTA-111). Zowel tegen Letland als tegen Israël werd vlot gewonnen, telkens met 3-0. Tijdens de laatste speeldag werd de beslissende wedstrijd tegen Kroatië echter verloren met 1-2, waardoor België in zijn poule op de tweede plaats eindigde en nog minstens een jaar in groep 1 van de Europees/Afrikaanse zone moet blijven.
| datum      | tegenstander | uitslag | locatie   | groep        | ronde      | w/v     |
| ---------- | ------------ | ------- | --------- | ------------ | ---------- | ------- |
| 2015-02-04 | Letland      | 3-0     | Hongarije | EPA G1 D     | groepsfase | winst   |
| 2015-02-05 | Israël       | 3-0     | Hongarije | EPA G1 D     | groepsfase | winst   |
| 2015-02-06 | Kroatië      | 1-2     | Hongarije | EPA G1 D     | groepsfase | verlies |
| 2015-02-07 | Hongarije    | 0-3     | Hongarije | EPA G1 PP5–8 | play-off   | verlies |

## Nederland
Nederland speelde na vijftien jaar in de regionale groep 1 terug in Wereldgroep II. Oranje won tijdens de eerste ronde in februari in Apeldoorn van Slowakije.
Het team speelde in april in 's-Hertogenbosch tegen Australië om promotie naar Wereldgroep I. Hoewel de statistieken in het voordeel van Australië wezen (van de negen eerdere ontmoetingen hadden zij er acht gewonnen), wisten de Nederlandse dames bij vier van de vijf rubbers de zege te grijpen. Daarmee promoveerden zij naar Wereldgroep I in 2016. Kiki Bertens won haar beide enkelspelpartijen.
Het Nederlandse team bestond uit Kiki Bertens (WTA-86), Richèl Hogenkamp (WTA-124), Arantxa Rus (WTA-217) en Michaëlla Krajicek (WTA-441).
| datum      | tegenstander | uitslag | locatie | groep | ronde             | w/v   |
| ---------- | ------------ | ------- | ------- | ----- | ----------------- | ----- |
| 2015-02-08 | Slowakije    | 4-1     | thuis   | WG II | eerste ronde      | winst |
| 2015-04-19 | Australië    | 4-1     | thuis   | WG II | promotiewedstrijd | winst |

## Legenda
| niveau 1 | niveau 2 | niveau 3 | niveau 4 | niveau 5 |